# GNU Compiler Collection
GCC ist der Name der Compiler-Suite des GNU-Projekts. GCC stand ursprünglich für GNU C Compiler. Da GCC heute aber außer C noch einige andere Programmiersprachen übersetzen kann, hat GCC inzwischen die Bedeutung GNU Compiler Collection erhalten (englisch für GNU-Compilersammlung). Das Kommando gcc (in Kleinbuchstaben) steht weiterhin für den C-Compiler.

## Überblick
Die Sammlung enthält Compiler für die Programmiersprachen C, C++, Objective-C, D, Fortran, Ada und Go. Sie unterliegt den Bedingungen der GNU General Public License.
GCC wird von einer Reihe von Systemen als Standardcompiler genutzt, darunter viele Linux-Distributionen, BSD-Varianten, NeXTStep, BeOS und ZETA. Zudem bietet er auch Unterstützung für die Laufzeitumgebung Cygwin und die Entwicklerwerkzeuge MinGW. Er wurde auf mehr Systeme und Rechnerarchitekturen portiert als jeder andere Compiler und bietet sich insbesondere für Betriebssysteme an, die auf verschiedenen Hardwareplattformen laufen sollen. Der GCC lässt sich auch als Cross-Compiler installieren.
2014 erhielt er den Programming Languages Software Award von ACM SIGPLAN.

## Geschichte
Die erste öffentliche Version (0.9) des GCC wurde am 22. März 1987 von Richard Stallman für das GNU-Projekt freigegeben (Version 1.0 erschien am 23. Mai desselben Jahres) und wird heute von Programmierern auf der ganzen Welt weiterentwickelt. Die Erweiterung des C-Compilerpakets zur Compiler-Collection erfolgte im Rahmen des EGCS-Projektes, das eine Weile parallel zum GCC existierte und schließlich zum offiziellen GCC wurde.

### EGCS
1997 spaltete sich das Projekt Experimental/Enhanced GNU Compiler System (EGCS, engl. für experimentelles/verbessertes GNU-Compilersystem) von GCC ab, und wurde 1999 mit diesem wieder vereinigt.
GCC 1.x hatte 1991 eine gewisse Stabilität erreicht, jedoch verhinderten architekturbedingte Einschränkungen viele Verbesserungen, sodass die Free Software Foundation (FSF) damit begann, GCC 2.x zu entwickeln. Mitte der 1990er kontrollierte die FSF jedoch sehr genau, was zu GCC 2.x hinzugefügt werden durfte und was nicht, sodass GCC als Beispiel für das „Cathedral“-Entwicklungsmodell Verwendung fand, das Eric S. Raymond in seinem Buch Die Kathedrale und der Basar beschreibt.
Da GCC freie Software ist, ist es Programmierern, die in eine andere Richtung arbeiten wollten, erlaubt, eigene Abspaltungen zu entwickeln. Viele Abspaltungen erwiesen sich jedoch als ineffizient und unübersichtlich. Dass ihre Arbeiten vom offiziellen GCC-Projekt oft nicht, oder nur unter Schwierigkeiten akzeptiert wurden, frustrierte viele Entwickler.
Daher gründete eine Gruppe von Entwicklern 1997 EGCS, um mehrere experimentelle Abspaltungen in einem einzigen Projekt zu vereinen. Dazu gehörten g77 (Fortran), PGCC (Pentium-optimierter GCC), das Einpflegen vieler Verbesserungen an C++, sowie Compiler-Versionen für weitere Prozessor-Architekturen und Betriebssysteme.
Die Entwicklung von EGCS erwies sich als schneller, lebhafter und insgesamt besser als die des GCC-Projektes, sodass die FSF 1999 offiziell die Weiterentwicklung von GCC 2.x einstellte und stattdessen EGCS als offizielle GCC-Version übernahm. Die EGCS-Entwickler wurden zu Projektverantwortlichen (engl. maintainer) des GCC. Von da an wurde das Projekt explizit nach dem „Basar“-Modell entwickelt, nicht mehr nach dem „Cathedral“-Modell. Mit der Veröffentlichung von GCC 2.95 im Juli 1999 waren beide Projekte wiedervereinigt.

## Zielsysteme

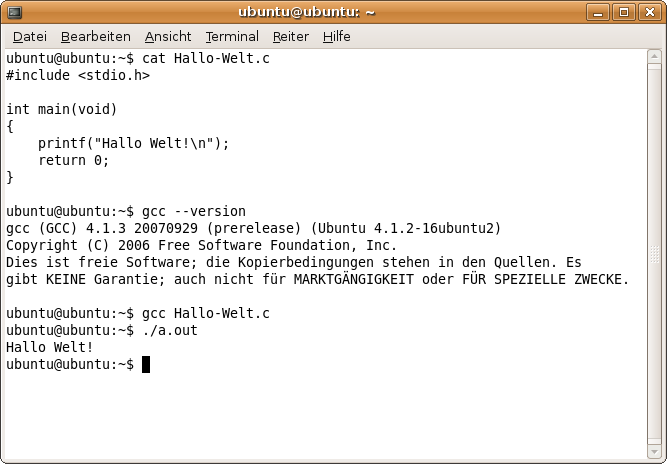
GCC 4.1.3 in einem Kommandozeilen-Fenster unter Ubuntu 7.10 mit Gnome 2.20

Das GCC-Projekt bezeichnet einige Plattformen offiziell als primäre und andere als sekundäre Evaluationsplattformen. Vor jeder Veröffentlichung einer neuen Version werden insbesondere diese beiden Gruppen getestet. GCC kann Programme für folgende Befehlssatzarchitekturen erzeugen (primäre und sekundäre Evaluationsplattformen sind markiert):
- Alpha
- Arm: sowohl AArch32 (ab ARMv1 bis Armv9-A, 32-Bit) als auch AArch64 (ab Armv8-A, auch „ARM64“, 64-Bit) (sekundär, unter Linux)
- H8/300
- S/370, S/390
- i386 (32-Bit-x86) und x86-64
- Itanium (IA-64)
- Motorola 68000 und Motorola Coldfire
- Motorola 88000
- MIPS-Architektur (primär unter IRIX)
- PA-RISC (primär unter HP-UX)
- PDP-11
- PowerPC
- RISC-V
- SuperH
- Sun SPARC (primär unter Solaris, sekundär unter Linux)
- VAX

Dazu kommt noch eine Reihe von Architekturen von Prozessoren für eingebettete Systeme, wie
- Motorola 68HC11
- A29K
- Adapteva Epiphany
- Atmel AVR
- Blackfin
- C4x
- CRIS
- D30V
- DSP16xx
- FR-30
- FR-V
- Intel i960
- IP2000
- M32R
- MCORE
- MicroBlaze
- MMIX
- MN10200, MN10300
- NS32K
- ROMP
- Stormy16
- Synopsis Designware ARC
- Texas Instruments MSP430, MSP432
- V850
- Xtensa

Nicht Bestandteil des offiziellen GCC, aber davon abgeleitet und kommerziell vertrieben gibt es Derivate für
- Atmel AVR32
- Infineon C167
- Infineon TriCore
- Microchip PIC24, dsPIC (nur in C) und PIC32 (auch in C++)

Insgesamt unterstützt der GCC mehr als 60 Plattformen.

## Struktur

Design Flow von GCC

Das externe Interface des gcc entspricht dem eines Standard-Unix-Compilers.
1. Der Benutzer ruft ein Hauptprogramm mit dem Namen gcc auf.
2. GCC interpretiert das Kommandozeilen-Argument.
3. GCC stellt die Programmiersprache der vorliegenden Eingabedatei fest.
4. Der entsprechende Sprach-Compiler wird aufgerufen.
5. Die Ausgabe wird dem Assembler übergeben.
6. Schließlich wird der Linker aufgerufen.
7. Ein vollständiges, d. h. lauffähiges Programm wurde erstellt.

Jeder Sprachcompiler ist ein separates Programm, das Quellcode entgegennimmt und Assemblersprache produziert. Im abgebildeten Schema sind Beispiele für C und Assembler gegeben, welche sich beide dem Preprocessing unterziehen müssen, bei dem Compilermakros, eingebundene Header-Dateien und Ähnliches umgewandelt werden, um reinen C-Code bzw. Assembler zu erhalten. Jenes sprachabhängige Frontend parst die entsprechende Sprache und erzeugt einen abstrakten Syntaxbaum, der an ein Backend übergeben wird, das den Baum in GCCs Register Transfer Language (RTL) überführt (im Diagramm nicht gezeigt), verschiedene Codeoptimierungen durchführt und zum Schluss Assemblersprache erzeugt.
Ursprünglich wurden die meisten Bestandteile der GCC in C geschrieben. Im Rahmen des Vorhabens „GCC in Cxx“ wurde 2010 die Umstellungen der gcc-Quellen auf C++ geplant und begonnen. Ziel dieser Umstellung ist, die GCC verständlich und wartbar zu halten. Im Nachfolgeprojekt wurde auch die noch fehlende Stufe 1 des GCC-Bauprozesses auf C++-Code umgestellt. Ausnahmen sind Backends, die in wesentlichen Teilen in RTL formuliert sind, sowie das Ada-Frontend, welches zum größten Teil in Ada geschrieben ist.

### Frontends
Frontends müssen Bäume produzieren, die vom Backend verarbeitet werden können. Wie sie dies erreichen, bleibt ihnen überlassen. Einige Parser benutzen Yacc-ähnliche Grammatiken, andere verwenden handgeschriebene, rekursive Parser.
Mit dem Tree-SSA-Projekt, das in die Version GCC 4.0 integriert wurde, wurden zwei neue Formen von sprachunabhängigen Bäumen eingeführt. Diese neuen Baumformate wurden GENERIC und GIMPLE getauft. Parsing wird nun durchgeführt, indem ein temporärer sprachabhängiger Baum nach GENERIC konvertiert wird. Der sogenannte „Gimplifier“ überführt diese komplexe Form in die SSA-basierte GIMPLE-Form, von der ausgehend eine Reihe neuer sprach- und architekturunabhängiger Optimierungen durchgeführt werden kann.

### Middleend
Optimierung an Bäumen passt eigentlich nicht in das Schema von „Frontend“ und „Backend“, da sie nicht sprachabhängig sind und kein Parsen beinhalten. Die GCC-Entwickler haben diesem Teil des Compilers daher den Namen „Middleend“ gegeben. Zu den gegenwärtig am SSA-Baum durchgeführten Optimierungen gehören Dead code elimination, Partial Redundancy Elimination, Global Value Numbering, Sparse Conditional Constant Propagation, Scalar replacement of Aggregates und Array-basierende Optimierungen, wie automatische Vektorisierung.

### Backend
Das Verhalten des GCC-Backends wird teilweise durch Präprozessor-Makros und architekturspezifische Funktionen bestimmt, mit denen zum Beispiel die Endianness, Wortgröße, und Aufrufkonventionen definiert und die Registerstruktur der Zielmaschine beschrieben werden. Unter Verwendung der Maschinenbeschreibung, einer Lisp-ähnlichen Beschreibungssprache, wandelt GCC die interne Baumstruktur in die RTL-Darstellung um. Obwohl diese dem Namen nach prozessorunabhängig ist, ist die Sequenz an abstrakten Instruktionen daher bereits an das Ziel angepasst.
Die Art und Anzahl der vom GCC an der RTL durchgeführten Optimierungen werden mit jeder Compiler-Version weiterentwickelt. Zu ihnen gehören etwa (global) common subexpression elimination, verschiedene Schleifen- und Sprungoptimierungen (englisch if-conversion, branch probability estimation, sibling calls, constant propagation, ...) sowie der combine-pass, in dem mehrere Instruktionen zu einer einzigen kombiniert werden können.
Seit der Einführung von globalen SSA-basierten Optimierungen an GIMPLE-Bäumen haben die RTL-Optimierungen leicht an Bedeutung verloren, da in der RTL-Repräsentation des Programms weit weniger der für viele Optimierungen wichtigen High-Level-Informationen enthalten sind. Allerdings sind auch maschinenabhängige Optimierungen sehr wichtig, da für viele Optimierungen Informationen über die Maschine vorliegen müssen, etwa darüber, welche Instruktionen eine Maschine kennt, wie teuer diese sind und wie die Pipeline der Zielarchitektur beschaffen ist.
In der „Reload“-Phase wird die prinzipiell unbeschränkte Anzahl an abstrakten Pseudo-Registern durch die begrenzte Anzahl an echten Maschinenregistern ersetzt, wobei hier unter Umständen neue Instruktionen in den Code eingefügt werden müssen, um zum Beispiel Pseudo-Register auf dem Stack der Funktion zwischenzuspeichern. Diese Registerzuteilung ist recht kompliziert, da die verschiedenen Eigenheiten der jeweiligen Zielarchitektur besonders berücksichtigt werden müssen.
In der letzten Phase werden Optimierungen durchgeführt, wie peephole optimization und delay slot scheduling, bevor die recht maschinennahe Ausprägung der RTL auf Assemblercode abgebildet wird, indem die Namen von Registern und Adressen in Zeichenketten umgesetzt werden, welche die Instruktionen spezifizieren.